# Рівне (Горлівський район)
Рі́вне — село Чистяківської міської громади Горлівського району Донецької області в Україні. Населення становить 354 осіб.

## Загальні відомості
Відстань до райцентру становить близько 15 км і проходить автошляхом місцевого значення.
Землі села розташовані між смт Розсипне та Пелагіївка Торезька міська рада Донецької області.
Унаслідок російської військової агресії із серпня 2014 р. Рівне перебуває на території ОРДЛО.

## Населення
За даними перепису 2001 року населення села становило 354 особи, з них 33,9 % зазначили рідною українську мову, а 66,1 % — російську.